# Diplocephalus caecus
Diplocephalus caecus là một loài nhện trong họ Linyphiidae.
Loài này thuộc chi Diplocephalus. Diplocephalus caecus được J. Denis miêu tả năm 1952.